# Scytodes affinis
Espèce
Scytodes affinis est une espèce d'araignées aranéomorphes de la famille des Scytodidae.

## Distribution
Cette espèce est endémique d'Éthiopie.

## Publication originale
- Kulczyński, 1901 : Arachnoidea in Colonia Erythraea a Dre K. M. Levander collecta. Pamiętnik Akademii Umiejętności w Krakowie. Wydział Matematyczno-Przyrodniczy, Bulletin international de l'Académie des Sciences de Cracovie, Classe des Sciences Mathématiques et Naturelles, vol. 41, p. 1-64.